# Ernst Lorenz
Ernst Lorenz (ur. 1925, zm. ?) – zbrodniarz hitlerowski, członek załogi niemieckiego obozu koncentracyjnego Mauthausen-Gusen i SS-Schütze.
Członek Waffen-SS od 27 sierpnia 1944 (wcześniej służył w Wehrmachcie). Od 29 sierpnia 1944 do 8 kwietnia 1945 był strażnikiem w Linzu III, podobozie KL Mauthausen. Lorenz był również strażnikiem podczas transportu więźniów z obozu głównego Mauthausen do Linzu III 29 sierpnia 1944. Oprócz tego był konwojentem drużyn roboczych i pełnił służbę wartowniczą. Wielokrotnie maltretował więźniów, bijąc ich zwłaszcza kolbą karabinu. W przynajmniej jednym przypadku spowodowało to śmierć więźnia narodowości żydowskiej.
W procesie załogi Mauthausen-Gusen (US vs. Josef Bartl i inni) Ernst Lorenz skazany został na dożywotnie pozbawienie wolności.